# Microphysogobio jeoni
Microphysogobio jeoni és una espècie de peix cipriniforme de la família dels ciprínids que es troba a Corea.